# 水电路
水電路是中華人民共和國上海市虹口區的一條南北走向道路，长度為3270米，其北起場中路，南至俞泾浦與柳營路相連。1922年，原先設立在叉袋角的閘北水電廠因蓄水能力弱，無法及時撲滅火災，引發上海市民不滿，於是閘北水電廠決定在軍工路附近修建新廠。為了順利運送建築材料前往新廠廠址，閘北水電廠出資修建道路，並以該廠名字中的「水電」二字命名為水電路。水電路舊址原先為一條名為橫浜的河流，也在修路時被填平。一二八事變期間，國民革命軍曾在水電路西端的八字橋駐守抵禦日軍。